# G. B. Halsted
Pour les articles homonymes, voir Halsted.
George Bruce Halsted (25 novembre 1853 – 16 mars 1922), généralement cité sous le nom de GB Halsted, est un mathématicien américain qui explore les fondements de la géométrie et introduit la géométrie non euclidienne aux États-Unis grâce à ses traductions d'œuvres de Bolyai, Lobachevski, Saccheri et Poincaré. Il écrit un texte de géométrie élémentaire, Rational Geometry, basé sur les axiomes de Hilbert, qui est traduit en français, allemand et japonais. Halsted produit des œuvres originales en géométrie synthétique, d'abord avec un texte élémentaire en 1896, et avec un texte sur la géométrie projective synthétique en 1906.

## Biographie
Halsted est instructeur à l'université de Princeton. Il bénéficie d'une bourse de mathématiques alors qu'il est étudiant à Princeton. Halsted est un diplômé de Princeton de quatrième génération, obtenant son bachelor en 1875 et sa maîtrise en 1878. Il étudie ensuite à l'université Johns-Hopkins où il est le premier étudiant de James Joseph Sylvester et obtient son doctorat en 1879 avec une thèse intitulée Basis for a Dual Logic. Il est un temps étudiant à Berlin, auprès de Carl Borchardt. Après avoir obtenu son diplôme, Halsted est instructeur de mathématiques à Princeton , responsable des classes de déterminants et algèbre moderne sous la direction de Sylvester, jusqu'à ce qu'il commence son poste de professeur à l'Université du Texas à Austin en 1884.

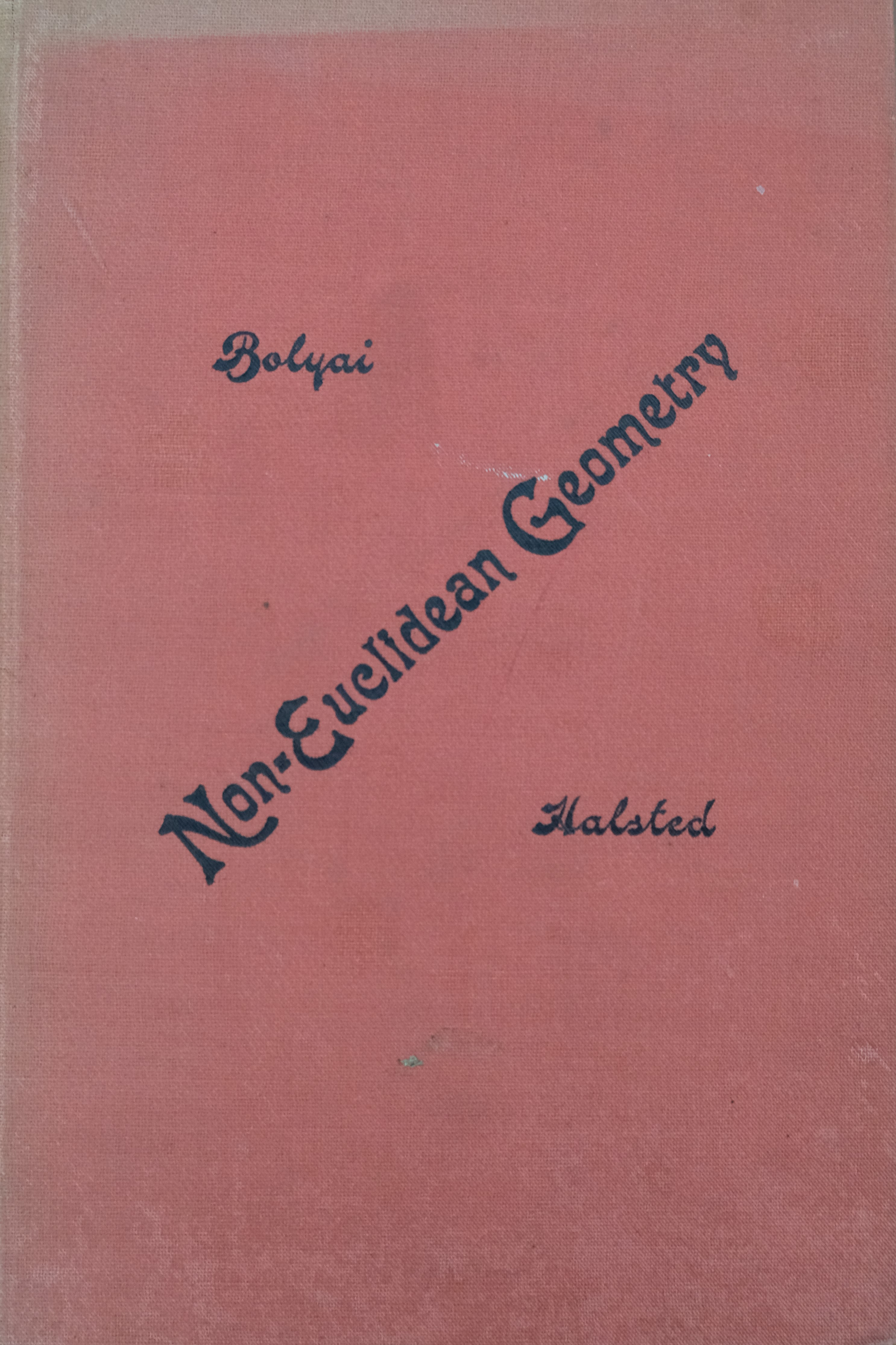
Copie de 1896 de " La science absolue de l'espace, indépendante de la vérité ou de la fausseté de l'axiome XI d'Euclide (qui ne peut jamais être décidé a priori) " de János Bolyai, traduit du latin par Halsted.

De 1884 à 1903, Halsted est membre du département de mathématiques pures et appliquées de l'université du Texas à Austin, dont il devient finalement le président. Il enseigne aux mathématiciens Moore et Dickson, entre autres étudiants. Il explore les fondements de la géométrie et de nombreuses alternatives au développement d'Euclide, culminant avec sa Rational Geometry. Dans l'intérêt de la géométrie hyperbolique, il traduit en 1891 les travaux de Nicolai Lobachevsky sur la théorie des parallèles. En 1893 à Chicago, Halsted lit un article Some salient points in the history of non-Euclidean and hyper-spaces lors du Congrès international des mathématiciens organisé dans le cadre de l'Exposition universelle de 1893 en Colombie. Halsted contribue fréquemment au premier American Mathematical Monthly. Dans un article  il défend le rôle de János Bolyai dans le développement de la géométrie non euclidienne et critique Gauss. Voir aussi la lettre de Robert Gauss à Felix Klein du 3 septembre 1912.
En 1903, Halsted est renvoyé de l'UT Austin après avoir publié plusieurs articles critiquant l'université pour avoir écarté Moore, alors jeune et prometteur mathématicien qu'Halsted espérait avoir comme assistant, pour un poste d'instructeur en faveur d'un candidat bien connecté mais moins qualifié ayant des racines dans la région. Il termine sa carrière d'enseignant au St. John's College d'Annapolis ; Kenyon College, Gambier, Ohio (1903-1906) ; et au Colorado State Teachers College, Greeley (1906-1914).
En 1913, Science Press publie trois traductions par Halsted d'ouvrages de vulgarisation scientifique de Henri Poincaré. Dans une préface, Poincaré rend hommage à la portée intercontinentale de Halsted : Il « a déjà pris la peine de traduire de nombreux traités européens et a ainsi puissamment contribué à faire comprendre au nouveau continent la pensée de l'ancien ».
Halsted est membre de l'American Mathematical Society et vice-président de l'Association américaine pour l'avancement des sciences. Il est élu membre de la Royal Astronomical Society en 1905.
Son petit-fils, Bruce Cushman Halsted, effectue une donation de ses archives à l'Université du Texas à Austin où elles sont conservées.

## Synthetic Projective Geometry

Halsted introduit les coniques à la manière d'une conique de Steiner, représentée ici à partir d'une projectivité composée de deux perspectives.

En 1896, Halsted publie un chapitre sur la géométrie synthétique concernant la géométrie projective tridimensionnelle dans Higher Mathematics distribué par Mansfield Merriman et Robert S. Woodward. En 1906, Synthetic Projective Geometry est publiée séparément dans 241 articles et 61 problèmes. Une bibliographie faisant référence à Chasles, Steiner et Clebsch apparaît à la page 24. Il y a quatre pages d'index, 58 de texte et une préface lyrique : « L'homme emprisonné dans un petit corps, avec des bras courts au lieu d'ailes, créa pour se guider une géométrie taupe, un espace tactile, codifié par Euclide dans son immortel Des éléments dont le principe fondamental est la congruence, la mesure. Pourtant l'homme n'est pas une taupe. Des palpeurs infinis rayonnent depuis les fenêtres de son âme, dont les ailes touchent les étoiles fixes. L'ange de lumière a créé en lui un système indépendant pour guider sa vie oculaire, une géométrie rayonnante, un espace visuel, codifié en 1847 par un nouvel Euclide, par le professeur d'Erlangen, George von Staudt, dans son immortelle Geometrie der Lage, publiée dans le pittoresque et ancien Nuremberg d'Albrecht Dürer."
En développant les concepts d'éjection et de coupe, le texte relie l'abstraction à la pratique du dessin en perspective ou d'un plan d'image (page 10). Une ligne s'appelle une droite et comprend un point à l'infini. Halsted utilise l'approche d'une conique de Steiner dans l'article 77 pour la définition d'une conique : « Si deux crayons plats coplanaires non coponctuels sont projectifs mais non perspectifs, les croisements de droites corrélées forment une 'plage du deuxième degré' ou 'gamme conique'." L'éjection d'une conique est un cône, tandis que la coupe d'un cône est une conique.
Puisque quatre points arbitraires dans un plan ont six connecteurs, il existe trois autres points déterminés par les croix des connecteurs. Halted appelle les quatre points d'origine dots et les trois trois supplémentaires codots. La nomenclature standard fait référence à la configuration comme un quadrangle complet tandis que Halsted parle de tétrastim. Chaque codot correspond à une paire de connecteurs opposés. Quatre points en division harmonique sont définis "si le premier et le troisième sont des codots d'un tétrastim tandis que les autres sont sur les connecteurs du troisième codot" (pages 15, 16).
Pour une conique C donnée, à un point Z correspond une droite polaire de Z et Z est le pôle de cette droite : Par Z tracez deux sécantes passant par C se croisant en AD et BC . Considérons le tétrastime ABCD, qui a Z comme codot. Alors la polaire de Z est la droite passant par les deux autres codots de ABCD (page 25). En continuant avec les coniques, les diamètres conjugués sont des droites dont chacune est la polaire du point figuratif de l'autre (page 32).

## Publications

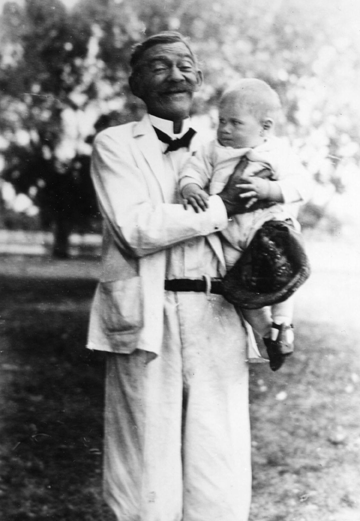
George Halsted tenant son petit-fils, 1920

Son activité scientifique se développe selon trois axes :
1. la traduction et le commentaire d'œuvres étrangères, particulièrement de Bolyai, Lobatchevski, Saccheri et Poincaré ;
2. des études sur la logique des mathématiques, spécialement de la géométrie ;
3. des critiques de livres de mathématiques de son époque.

## Livres
- Metrical geometry; An elementary treatise on mensuration (Boston, Ginn, 1890), lien depuis Internet Archive.
- The Elements of Geometry (New York, Wiley, 1889), @ Internet Archive.
- Elementary Synthetic Geometry (New York, Wiley, 1896) @ Internet Archive
- Synthetic Projective Geometry (New York, Wiley, 1906), @ Internet Archive.
- On the Foundation and Technic of Arithmetic (Chicago, Open Court, 1912), @ Internet Archive.

### Traductions
- Nikolaï Ivanovitch Lobatchevski (trad. G. B. Halsted), New Principles of Geometry with a Complete Theory of Parallels, Austin, The Neomon, 1897 (lire en ligne)
- Henri Poincaré, Les Fondements de la science, 1913 (gutenberg:author/40177)
- János Bolyai (trad. G. B. Halsted), The science absolute of space, independent of the truth of falsity of Euclid's axiom XI (which can never be decided a priori), Austin, The Neomon, 1896 (lire en ligne) (lisible dans les bibliothèque et archives Niels Bohr de l'American Institute of Physics)[9]
- Girolamo Saccheri (trad. du latin par G. B. Halsted), Euclides Vindicatus : With notes by Paul Stäckel and Friedrich Engel translated from the German by F. Steinhardt, New York, Chelsea Publishing Co., 1986, 2e éd. (1re éd. 1920 ; écrit en 1733), xxx+255 p. (ISBN 0-8284-0289-2, lire en ligne)[10]